# 팽한주
팽한주(彭翰周)는 조선의 문신이다. 1888년(고종 25)에 원산항 서기관으로 근무하였다. 그뒤 1896년 7월 2일에 독립협회가 결성되어 독립문·독립관·독립공원의 건설을 추진할 때 발기인으로서 간사원(幹事員)이 되었고, 독립협회활동에 많은 기여를 하였다.
한때 외부번역관(外部飜譯官)으로 일하다가 1898년 덕원감리 겸 덕원부윤(德源監理兼德源府尹), 1899년 성진감리 겸 성진부윤(城津監理兼城津府尹), 1900년 평양감리 겸 평양부윤(平壤監理兼平壤府尹) 등을 지냈다.
자녀: 2남(장남:팽00, 차남:팽호준(彭鎬駿), 손자  팽준석(彭仲石)